# El mundo de ayer (película)
Úsvit (Amanecer en checo, distribuida con el nombre El mundo de ayer en España) es una película de drama criminal checa y eslovaca de 2023 dirigida por Matěj Chlupáček, escrita por Miro Šifra y protagonizada por Eliska Krenková, Marian Mitas y Milan Ondrík.
El mundo del ayer es el segundo largometraje de Chlupaček, quien lo describió como "una historia de detectives con una protagonista femenina que no es policía ni investigadora, pero mientras todos los demás sacan conclusiones a conveniencia, ella es la única que quiere descubrir la verdad". El título de la película cita el libro homónimo del filósofo francés Bruno Latour. La película se centra en el tema de la intersexualidad y el hermafroditismo, relativamente inexplorado en aquella época, y trata de manera más general el tema de la alteridad y la exclusión.

## Argumento
En 1937, la joven doctora Helena y su marido, un director de fábrica, llega a la ciudad de Svit, en Eslovaquia. El extraño descubrimiento de un embrión intersexual muerto causa revuelo en el pueblo y ella, temerosa por su embarazo, decide averiguar la verdad.
Junto con otros empleados de Bata, construirán una nueva ciudad inspirada en Zlín . Sin embargo, el plan se ve frustrado por un misterioso descubrimiento en las instalaciones de la fábrica. Helena Hauptová, la ex estudiante de medicina, es la única persona interesada en descubrir la verdad, mientras los demás asimilan la historia del supuesto sabotaje por parte de elementos comunistas en la fábrica. 

## Reparto
- Eliška Křenková - Helena Hauptová
- Miroslav Koning - Alois Haupt, marido de Helena
- Richard Langdon - Alexander "Saša" Matula
- Milan Ondrík - Investigador Robert
- Marián Mitaš - investigadora
- Martha Issová - Empleada de Svit
- Ladislav Hampl - Jan Antonín Baťa

## Producción
El rodaje comenzó en mayo de 2022 en Lysá nad Labem, en el decorado de época de la villa Art Déco Benies, y terminó en septiembre de 2022, con fecha tentativa para estrenarse en cines el 16 de noviembre de 2023. La película contó con un presupuesto de €3.6 millones de euros, siendo la película de coproducción checa y eslovaca más cara del 2023.
Se estrenó el 1° de julio de 2023 durante el Festival Internacional de Cine de Karlovy Vary y su estreno en cines fue el 5 de octubre de 2023.  

## Recepción
En el portal Cinema Gavia, Ana Cabrero Mohedano resalta que la película interesa más por la temática  de intersexualidad e identidad de género presentes en la historia que por la forma en la que se presenta, y concluye que la película es una lección moral para muchos. Para Martin Kudlác, la película "refleja perfectamente la naturaleza global y local de la producción doméstica en un drama de conciencia social, y todo ello sin recurrir a la moralización."